# Dorfkirche Käcklitz

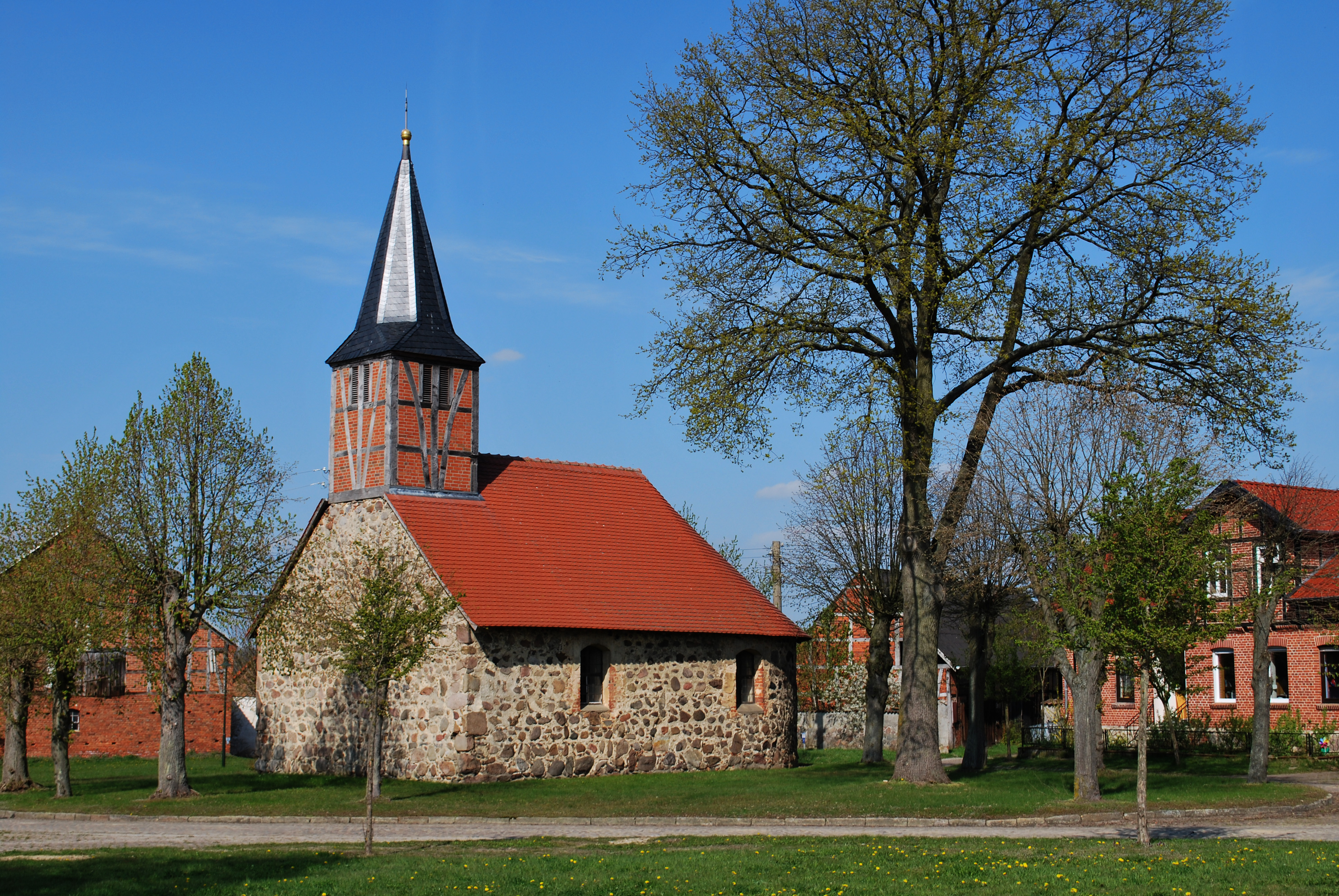
Dorfkirche Käcklitz, 2010

Die Dorfkirche Käcklitz ist eine evangelische Kirche im Dorf Käcklitz in Sachsen-Anhalt. Die Gemeinde gehört zum Pfarrbereich Beetzendorf im Kirchenkreis Salzwedel der Evangelischen Kirche in Mitteldeutschland.
Die Kirche liegt im Ortszentrum des als Rundling angelegten Dorfes Käcklitz.

## Geschichte und Architektur

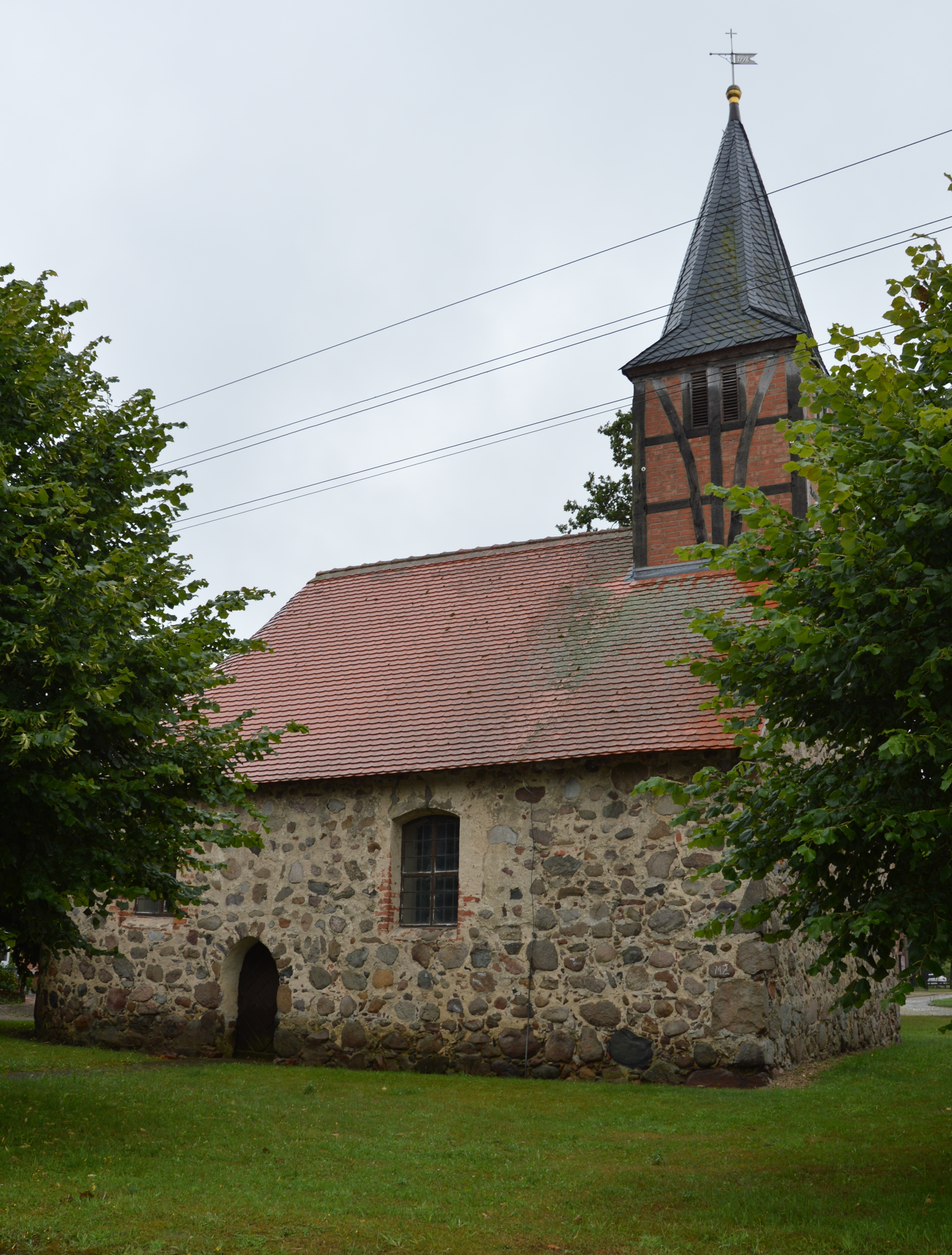
Blick von Norden

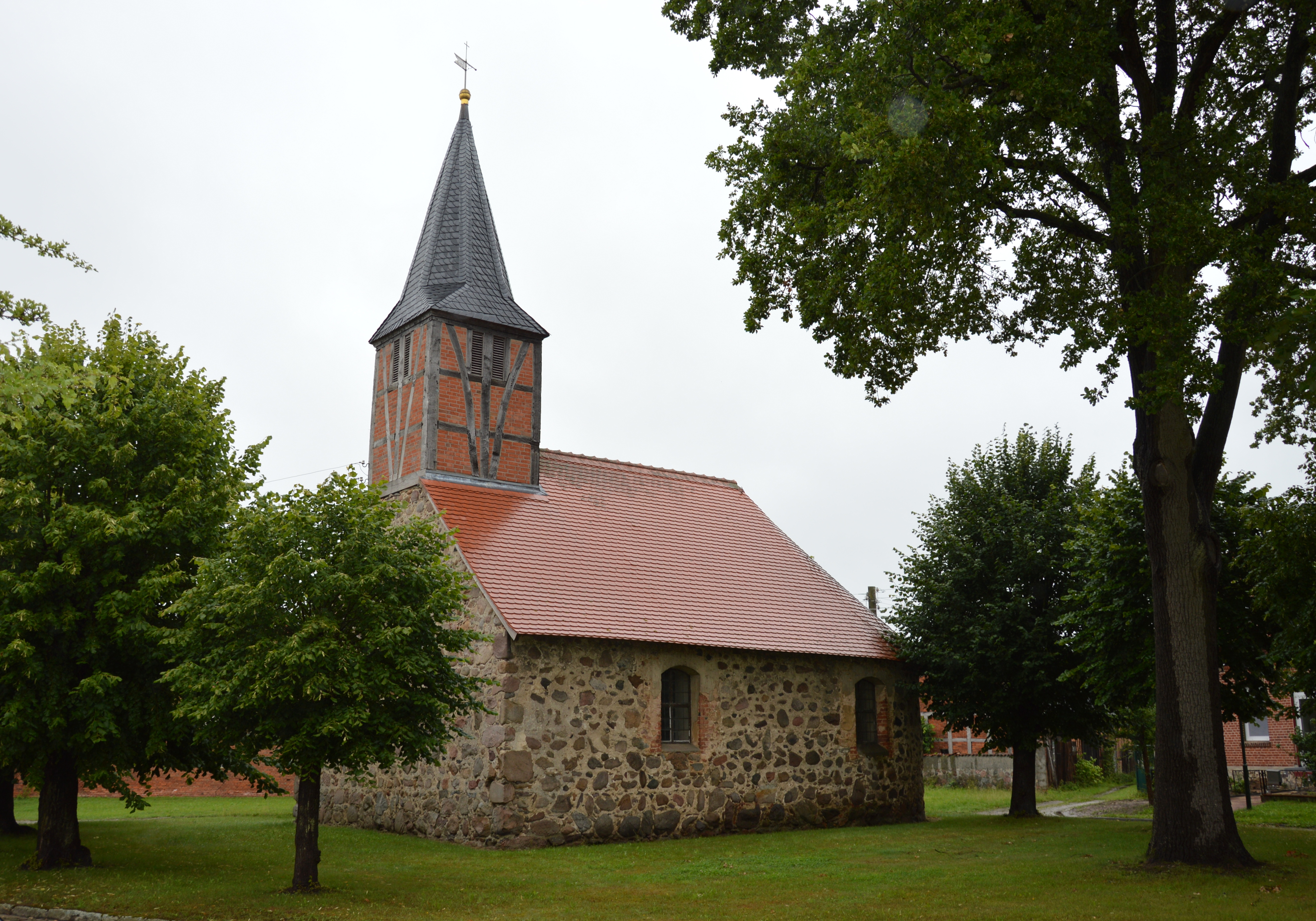
2015

Die Feldsteinkirche geht in ihrem Kern vermutlich auf das Mittelalter zurück. Das Ostende des Kirchenschiffes ist halbkreisförmig und entstand vermutlich im Barock. Auf der Westseite des Schiffs befindet sich ein in Fachwerkbauweise errichteter Dachreiter mit quadratischem Grundriss. Im 19. Jahrhundert wurde die Kirche restauriert.
Das Kircheninnere ist mit einer flachen Decke überspannt. Auf der Westseite befindet sich eine Empore aus dem Jahr 1673. Sie wurde 1930 restauriert. Der Altaraufsatz mit einem von Säulen gerahmten Gemälde der Kreuzigung stammt aus dem Jahr 1705. die hölzerne Kanzel stammt inschriftlich von Christoffel Wünterlich aus dem Jahr 1660. Die auf den Füllungen befindlichen Gemälde von Melanchton und Luther entstanden während der Restaurierung 1930.
Im örtlichen Denkmalverzeichnis ist die Kirche unter der Erfassungsnummer 094 90305 als Baudenkmal eingetragen.